# Вольдо, Владимир Павлович
Владимир Павлович Вольдо (также Вольф Вольдо и Вальдо; 1889, Одесский уезд, Одесская губерния, Российская империя — после 1957) — русский и советский актёр, журналист, прозаик и сценарист. Член Московского общества драматических писателей и оперных композиторов.

## Биография
Родился в 1889 году в Одесском уезде. Сначала работал матросом, затем был призван в ряды Красной Армии, где он командовал частями. В 1912 году начал свою литературную деятельность, а в 1917 году пришёл в кино в качестве актёра и сценариста. Член МОДПиК. С 1925 по 1926 год занимал должность секретаря Одесского общества писателей. Публиковался в одесском журнале «Шквал». Дальнейшая судьба неизвестна. Публиковал рассказы в периодических изданиях (Вольдо В., Сангулиа С. А. «М. Горький в Абхазии». Советская Абхазия, 1929; Зеркало Джалики. Литературная Абхазия, № 2 1957).

## Фильмография

### Сценарист
- 1917 — Кровавая шутка (по роману Шолом-Алейхема)
- 1928 —
  - Бенефис клоуна Жоржа (с С. Уэйтингом)
  - Жемчужина Семирамиды (с С. Уэйтингом)
- 1930 — Гость из Мекки (с С. Уэйтингом)
- 1931 — Рождение героини (с С. Уэйтингом)